# Albert al IV-lea, Duce al Austriei

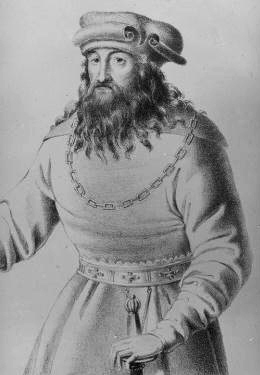
Ducele Albert al IV-lea (litografie din secolul al XIX-lea)

Albert al IV-lea, supranumit cel Răbdător, (în germană der Geduldige; n. 19 septembrie 1377, Viena – d. 14 septembrie 1404, Klosterneuburg) aparținând Casei de Habsburg, cunoscut și ca Albert al VIII-lea de Habsburg, a fost duce al Austriei între 1395 și 1404 împreună cu vărul său Wilhelm (1370–1406).

## Biografie

### Originea, căsătoria și descendenții
Albert a fost singurul copil al ducelui Albert al III-lea al Austriei (1349–1395) și al soției sale Beatrice de Nürenberg-Zollern (1355–1414), fiica lui Frederic al V-lea de Nürnberg și a soției sale Elisabeta de Meißen. În timp ce Albert era singurul moștenitor din linia albertină a Habsburgilor, unchiul său ducele Leopold al III-lea al Austriei, fondatorul liniei leopoldine, avea patru fii.
În 1381 Albert al IV-lea a fost logodit la vârsta de patru ani cu Ioana Sofia de Bavaria (1373–1410), fiica cea mică a ducelui Albert I de Bavaria-Straubing-Holland și a soției lui Margareta de Liegnitz-Brieg. Prin această logodnă s-a rezolvat disputa dintre tatăl lui Albert și tatăl Ioanei. Cel din urmă s-a angajat să plătească 10 000 de pfenigi de Praga (Schock - unitate de măsură pentru greutate) ca zestre dând Cetatea Natternberg și orașul Deggendorf ca garanție. Nunta a vut loc pe 24 aprilie 1390 la Viena.
Din această căsătorie au rezultat doi copii:
- Margareta de Austria (1395–1447) căsătorită în 1412 cu ducele Henric al XVI-lea de Bavaria, fiul ducelui Frederic de Bavaria-Landshut din căsătoria cu Magdalena Visconti, fiica lui Bernabò Visconti, stăpânul orașului Milano.
- Albert al V-lea (1397–1439), care a devenit rege romano-german și s-a căsătorit în 1421 cu Elisabeta de Luxemburg, singura fiică a regelui romano-german Sigismund (devenit ulterior împărat) și a soției sale, contesa Barbara de Celje.

### Reguli succesorale după moartea ducelui Albert al III-lea

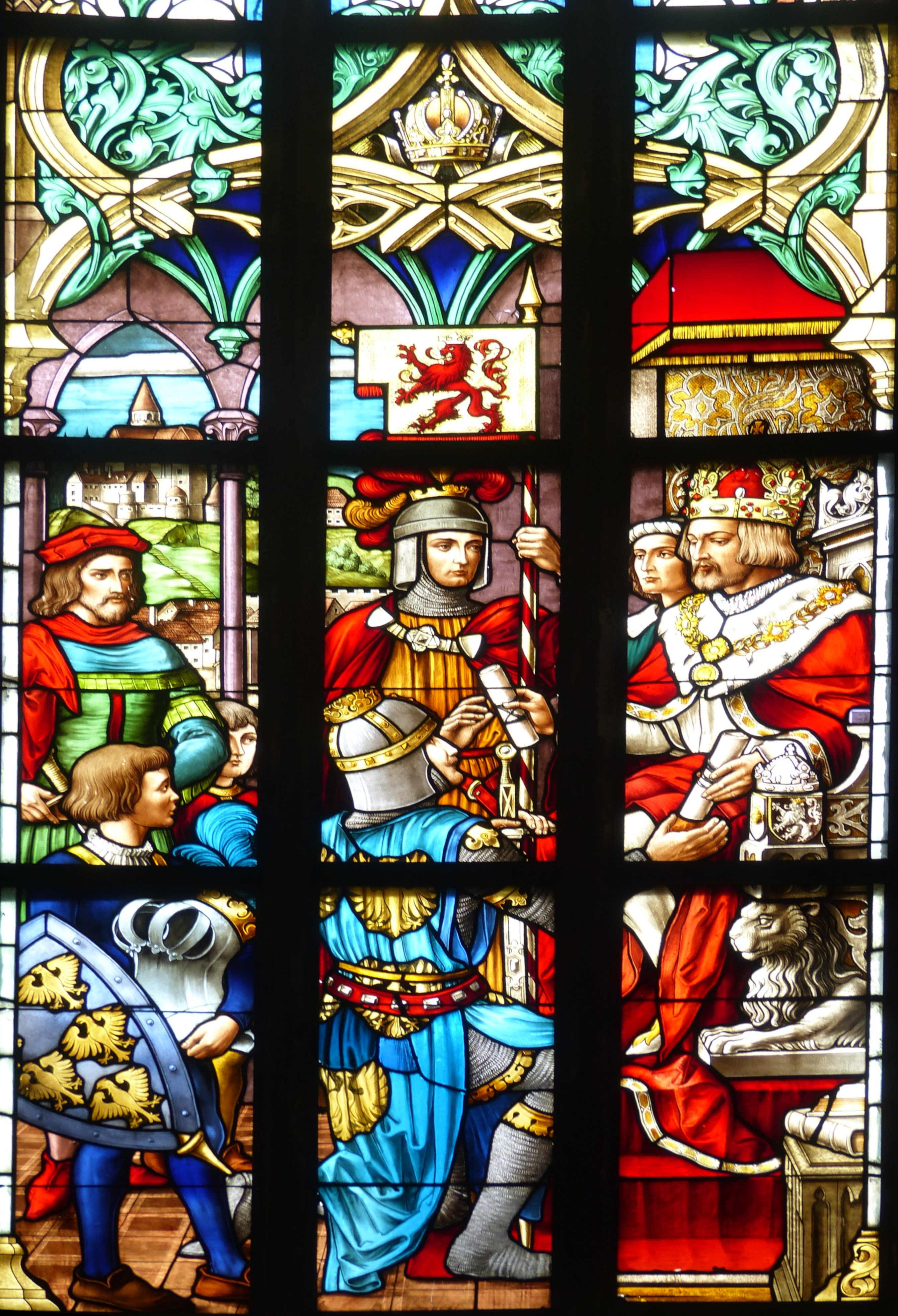
Regele Venceslau înfeudează ducii Wilhelm și Albert al IV-lea cu teritoriile lui Albert al III-lea (1398) - Biserica Litschau (Austria Inferioară, 1912)

După moartea tatălui său pe 29 august 1395, ducele Albert al IV-lea l-a succedat în ducatul Austriei, dar a intrat imediat în conflict cu vărul său, ducele Wilhelm I, care era cel mai în vârstă moștenitor de sex masculin din familie. Pretenția sa de a-l succeda pe unchiul său Albert al III-lea, se baza pe testamentul acestuia (în care se pronunțase împotriva unei noi divizări a teritoriilor habsburgice) și pe Privilegium maius. Pe 22 septembrie 1395 prin medierea reprezentanților păturilor sociale, s-a ajuns la o înțelegere stabilită prin Acordul de la Hollenburg. S-a convenit asupra unei cârmuiri egale și comune, fiecare dintre cei doi duci urmând să stăpânească propriile teritorii și să fie coregent în teritoriile celuilalt. Ulterior, Albert a domnit în Ducatul Austriei, iar Wilhelm i-a succedat tatălui său ca regent în Austria Interioară, care cuprindea în principal Ducatele Stiria, Carintia, Craina și litoralul austriac. Veniturile erau împărțite în mod egal. Ambii duci și-au stabilit reședința principală la Hofburg în Viena, unde au locuit temporar împreună. Administrarea comitatului Tirol și a Austriei Anterioare (situată la vest de Tirol și Bavaria) fusese deja dată de Albert al III-lea în 1392 fratelui mai mic al lui Wilhelm, Leopold al IV-lea. În 1396 la Viena s-a încheiat cu acesta un alt contract ce a fost ulterior prelungit de trei ori. În 1402 frații mai mici ai lui Wilhelm și Leopold, ducii Ernest I și Frederic al IV-lea au devenit coregenți în teritoriile fraților lor mai mari. Faptul că ducele Albert al IV-lea și verii săi nu au reușit să găsească o linie politică comună a dus la o slăbire semnificativă a dinastiei.

### Pelerinajul în Țara Sfântă
În anul 1398 Albert al IV-lea a făcut un pelerinaj în Țara Sfântă unde a devenit Cavaler al Ordinului Sfântului Mormânt în Ierusalim împreună cu Hugo von Montfort și Oswald von Wolkenstein (ambii menestreli și poeți).  Albert a părăsit Viena în august 1398 cu un anturaj despre care se știe prea puțin. Soția și copiii săi nu l-au însoțit. Traseul a trecut prin Veneția, de unde în august el a călătorit cu vaporul spre Cipru și de acolo în septembrie la Acra. Apoi drumul către Ierusalim a fost parcurs pe uscat. Călătoria de întoarcere a trecut din nou prin Veneția și în decembrie 1398 Albert a ajuns la Viena.

### Cârmuirea Ducatului Austriei
Din 1402 Albert al IV-lea a cârmuit Ducatul Austriei împreună cu Wilhelm, cu acordul nobilimii, prelaților și cetățenilor orașelor. Ei au introdus un fel de lege marțială menită să pună capăt atacurilor unor nobili feudali și ale bandelor de tâlhari, care erau consecința situației politice instabile din țările vecine, Boemia și Moravia. În timpul domniei relativ scurte a ducelui Albert al IV-lea, a apărut pentru prima dată amenințarea otomană pentru Sfântul Imperiu Roman. Ulterior istoriografia a considerat această amenințare și disputele dintre Habsburgi ca fiind cauza decisivă a influenței crescânde a reprezentanților claselor sociale.

### Albert al IV-lea și Casa de Luxemburg
În 1398 regele Venceslau i-a înfeudat pe Albert și pe Wilhelm în Litschau, ocazie cu care au avut loc mari festivități. Când principii electori l-au destituit pe regele Venceslau în 1400 și contele palatin Rupert al III-lea  a fost ales succesorul său, Albert al IV-lea a rămas aliatul Casei de Luxemburg. În disputele dintre regele Venceslau și fratele său Sigismund, care a devenit ulterior împărat, Albert l-a susținut pe cel din urmă. La sfârșitul verii anului 1402, Sigismund l-a numit pe Albert ca prezumtiv succesor al său în Regatul Ungariei sau ca înlocuitor al său în cazul absenței sale din regat.

### Moartea și succesiunea
În timpul campaniei împotriva Boemiei și Moraviei, Albert s-a luptat în special cu tâlharii din Moravia care jefuiau zonele de frontieră austriece. În timpul unei expediții întreprinse în septembrie 1404 împreună cu regele Sigismund împotriva verilor acestuia, Jodok și Prokop de Moravia, datorată disputei privind stăpânirea orașului Znojmo, cei doi s-au îmbolnăvit. În timp ce Sigismund s-a însănătoșit, Albert al IV-lea a murit pe drumul de întoarcere la Viena, probabil la Klosterneuburg. A fost înmormântat în Cripta ducală a Catedralei Sf. Ștefan din Viena, iar sicriul său se afla lângă cel al tatălui său. Deoarece Albert al V-lea, fiul său, era încă minor, Wilhelm a preluat inițial cârmuirea pentru el. După moartea prematură a lui Wilhelm, Leopold al IV-lea și Ernest I au preluat cârmuirea.